# ميلان كونديرا
ميلان كونديرا (1 أبريل 1929 - 11 يوليو 2023)، هو كاتب روائي فرنسي من أصول تشيكية وهو من أشهر الروائيين اليساريين، حصل على جائزة الإندبندنت لأدب الخيال الأجنبي في العام 1991.

## حياته الشخصية
ميلان كونديرا، هو كاتب وفيلسوف فرنسي من أصول تشيكية، ولد في الأول من أبريل عام 1929، لأب وأم تشيكيين. كان والده لودفيك كونديرا عالم موسيقى ورئيس جامعة جانكيك للآداب والموسيقى ببرنو. تعلم ميلان العزف على البيانو من والده، ولاحقا درس علم الموسيقى والسينما والآدب، تخرج في العام 1952 وعمل أستاذاً مساعداً، ومحاضراً في كلية السينما في أكاديمية براغ للفنون التمثيلية. نشر أثناء فترة دراسته شعرا ومقالاتٍ ومسرحيات، والتحق بقسم التحرير في عدد من المجلات الأدبية.
التحق بالحزب الشيوعي في العام 1948، وتعرض للفصل هو والكاتب جان ترافولكا عام 1950 بسبب ملاحظة ميول فردية عليهما، وعاد بعد ذلك عام 1956 لصفوف الحزب، ثم فُصل مرة أخرى عام 1970.

غلاف الترجمة العربية لرواية "كائن لا تحتمل خفته"

نشر في العام 1953 أول دواوينه الشعرية لكنه لم يحظ بالاهتمام الكافي، ولم يُعرف كونديرا ككاتب هام إلا عام 1963 بعد نشر مجموعته القصصية الأولى غراميات مضحكة.

فقد كونديرا وظيفته عام 1968 بعد دخول الاتحاد السوفييتى لتشيكوسلوفاكيا، بعد انخراطه فيما سُمّي ربيع براغ، اضطر للهجرة إلى فرنسا عام 1975 بعد منع كتبه من التداول لمدة خمس سنوات، وعمل أستاذا مساعداً في جامعة رين ببريتانى (فرنسا)، حصل على الجنسية الفرنسية عام 1981 بعد تقدمه بطلب لذلك إثر إسقاط الجنسية التشيكوسلوفاكية عنه عام 1978، كنتيجة لكتابته كتاب الضحك والنسيان. تحت وطأة هذه الظروف والمستجدات في حياته، كتب كونديرا كائن لا تحتمل خفته، التي جعلت منه كاتباً عالمياً معروفاً لما فيها من تأملات فلسفية، تنضوي في خانة فكرة العود الأبدي لنيتشة.
في عام 1995 قرّر كونديرا أن يجعل من الفرنسية لغة لسانه الأدبي من خلال روايته «البطء». وفي هذا السياق قال فرنسوا ريكار في المقدمة التي كتبها عن كونديرا في «لابليياد» أنّه حقق معادلة غريبة بعد كتابته بالفرنسية، إذ شعر قارئ كونديرا بأنّ الفرنسية هي لغته الأصلية التي تفوّق فيها على نفسه. وعنه أيضاً يقول الكاتب البريطاني رينيه جيرار: «انّ المدرسة الأدبية التي ينتمي اليها كونديرا ليست إنكليزية على الإطلاق لكونها لا تولي موضوع العمل أو مضمونه الأولوية، بل الأهمية تكمن في الأسلوب الإبداعي والعمارة الأدبية في شكل عام. وعندما قرأت كونديرا في بودابست قرّرت أن أصبح روائياً تحت تأثير الدهشة والإعجاب بهذا الإبداع. قرّرت أن أكتب وإنما تبعاً لمنهج المدرسة الأوروبية وليس البريطانية»

## أهم مؤلفاته

### الروايات
- غراميات مضحكة، 1963.
- المزحة، 1965.
- كتاب الضحك والنسيان (رواية)، 1978، ترجمها إلى العربية محمد التهامي العماري ونشرها المركز الثقافي العربي، بيروت/الدارالبيضاء، 2009).
- الخلود (رواية)، 1988 ترجمه إلى العربية روز مخلوف ونشرته دار ورد عام 1999.
- البطء.
- جاك وسيده.
- كائن لا تحتمل خفته، 1984، ترجمتها إلى العربية ماري طوق ونشرها المركز الثقافي العربي، بيروت/الدارالبيضاء، 2012، ردمك 9789953682716، هذه الرواية حولت عام 1988 إلى بنفس العنوان (بالفرنسية: L'insoutenable légèreté de l'être)‏
- الحياة هي في مكان آخر
- الجهل، 2000[21]
- الهوية
- فالس الوداع
- حفلة التفاهة

### كتب
- فن الرواية. تأملات في فن الرواية

## جوائز وتكريم
- 1985: جائزة القدس من بلدية القدس الإسرائيلية،[22] ونشر خطابه لدى قبول الجائزة في كتاب «فن الرواية»
- 1987: جائزة الدولة النمساوية للأدب الأوروبي [الإنجليزية][23]
- 2000: جائزة هيردر [الإنجليزية]، من جامعة فيينا، النمسا[24]
- 2007: جائزة الدولة التشيكية للآداب[25]
- 2009: جائزة سينو ديل دوكا العالمية [الإنجليزية] (فرنسا)
- 2010: نال صفة مواطن شرف في مدينة برنو، مسقط رأسه[26]
- 2011: جائزة أوفيد من اتحاد الكتاب الرومانيين والمعهد الثقافي الروماني[27]
- أطلق اسمه على الجرم السماوي رقم 7390 المكتشف عام 1983
- 2020: جائزة فرانز كافكا التشيكية[28]

## مقالات عن كتبه

### ثلاثية حول الرواية: فن الرواية، الوصايا المغدورة، الستار
عندما يُقدم ميلان كونديرا نفسه إلى قرائه كما فعل في كتابه «ثلاثية حول الرواية: فن الرواية، الوصايا المغدورة، الستار» الذي نقله الكاتب والأكاديمي السوري بدر الدين عرودكي إلى العربية، ضمن المشروع القومي للترجمة، فالأمر يختلف في منطلقاته ونتائجه.

ينطلق كونديرا في كلامه عن الرواية من مقولات فلسفية وتاريخية تبدأ مع هوسرل وديكارت في الفلسفة، ومع سرفانتس ورتيشاردسون، وتولستوي وجويس في الرواية. تقوم هذه المقولات، على أن الفلسفة، المنبثقة من الفلسفة اليونانية التي طوّرها الفلاسفة في ما بعد تنظر إلى العالم في مجموعه بصفته مشكلة يجب حلّها عبر تعميق المعرفة التقنية والرياضية بها متناسية العالم المحسوس للحياة: 
«لقد صار الإنسان الذي ارتقى سابقاً مع ديكارت مرتبة سيّد الطبيعة ومالكها مجرّد شيء بسيط في نظر قوى التقنية والسياسة والتاريخ التي تتجاوزه وترتفع فوقه وتمتلكه. ولم يكن لكيانه المحسوس، لعالم حياته في نظر هذه القوى أي اعتبار».
والواقع ان الفلسفة والعلوم، على ما يقول كونديرا قد نسيت كينونة الإنسان، فيما الرواية ابتداء من سرفانتس سعت إلى سبر كيان هذا الكائن المنسيّ. وقد اكتشفت الرواية عبر أربعة قرون من تاريخ أوروبا مختلف جوانب الوجود، تساءلت مع معاصري سرفانتس عما هي المغامرة، وبدأت مع ريتشاردسون في فحص «ما يدور في الداخل»، وفي الكشف عن الحياة السرية للشاعر، واكتشفت مع بلزاك تجذّر الإنسان في التاريخ، وسبرت مع فلوبير أرضاً كانت حتى ذلك الحين مجهولة هي أرض الحياة اليومية، وعكفت مع تولستوي على تدخل اللاعقلاني في القرارات وفي السلوك البشري، واستقصيت اللحظة الماضية مع مارسل بروست، واللحظة الحاضرة التي لا يمكن القبض عليها مع جيمس جويس.

ان اكتشاف كينونة الإنسان وسرّه المنسيّ والمخفي في آن هو ما يمكن الرواية وحدها دون سواها أن تكشفه، وهو ما يبرّر وجودها. وإذا كان فهم الأنا المفكر مع ديكارت بصفته أساس كل شيء، والوقوف في مواجهة الكون وحيداً موقفاً اعتبره هيغل بحق موقفاً بطولياً، فإن فهم العالم مع سرفانتس بصفته شيئاً غامضاً يتطلب قوة لا تقل عظمة عن أنا ديكارت على ما يرى كونديرا.
ان البحث عن الأنا الذي زرعه ديكارت في عقول الناس سينتهي دائماً إلى الشعور بالعجز، بينما اضاءة حدود الأنا عبر الرواية يعتبر اكتشافاً كبيراً واستثماراً ادراكياً هائلاً. فكافكا على سبيل المثال يتصوّر الأنا بطريقة غير منتظرة على الإطلاق، فهو لا يعرّف كـ «بطل رواية القصر» بمظهره الخارجي ولا بسيرته، ولا بإسمه، ولا بذكرياته، ولا بميوله وعقده، ولا بسيرته أو أفعاله، وانما بأفكاره الداخلية. يكتب كونديرا
«كافكا لا يتساءل عما هي الدوافع الداخلية التي تحدد سلوك الإنسان، وانما يطرح سؤالاً مختلفاً جذرياً: ما امكانات الإنسان التي تبقت له في عالم باتت فيه الأسباب الخارجية ساحقة إلى حدّ لم تعد معه المحركات الداخلية تزن شيئاً؟».
يذهب كونديرا في تقليبه لصفحات الفن الروائي إلى اعتبار الشخصية والعالم الذي تتحرك فيه كناية عن امكانات قصوى غير منجزة للعالم الإنساني،
و«تجعلنا نرى بذلك ما نحن عليه، وما نحن قادرون عليه». 
بمعنى ان الرواية لا تفحص الواقع بل الوجود. والوجود ليس ما جرى، بل هو حقل الإمكانات الإنسانية، كل ما يمكن الإنسان أن يصيره، وكل ما هو قادر عليه. ويذهب كونديرا إلى أبعد من ذلك طارحاً السؤال الأنطولوجي الذي يتعلّق بهوية الفرد قائلاً: «ما الفرد؟ وأين تتركز هويته؟
تبحث الروايات كلها عن جواب عن هذه الأسئلة. والحقيقة بأي شيء تعرّف الأنا نفسها؟ أبما تفعله شخصية ما بأفعالها؟ لكن الفعل يفلت من مؤلّفه، وينقلب عليه تقريباً على الدوام، أما بحياتها الداخلية إذاً، بالأفكار، بالمشاعر الخبيثة؟ ولكن هل يقدر انسان ما على فهم نفسه؟ هل تستطيع أفكاره الخبيئة أن تكون مفتاح هويته؟ أم أن الإنسان يُعرّف برؤيته للعالم، بأفكاره، بأيديولوجيته؟».
هذه التساؤلات حول ماهية الفرد لا يجيب عنها مباشرة كونديرا، وانما يستعير الجواب من توماس مان الذي يقول: «نفكر أننا نتصرف، نفكر أننا نفكر، لكن أمراً آخر أو آخرين من يفكر ويتصرف فينا: عادات سحيقة، نماذج أصلية انتقلت وقد صارت أساطير، من جيل إلى جيل تملك قوة هائلة من السحر تهدينا اعتباراً من بئر الماضي».
ان التفكير في الرواية، وفي الركائز التي تقوم عليها من قبل كونديرا تتوضح أكثر في كتابه المترجم إلى العربية من خلال حديثه عن فنه الروائي لأحد الصحافيين ببداية التأكيد أن رواياته ليست روايات سيكولوجية، وانما روايات الفعل، اذ بالفعل يتميز الإنسان عن الآخرين ويصير فرداً، وحين يكف الفعل في الرواية عن ادراك الأنا في الفعل يجب ملاحقته في الفعل اللامرئي في الحياة الداخلية حيث تعترف الشخصيات بأفعالها ومشاعرها، وأفكارها. إذا كنت، على ما يقول كونديرا، أضع نفسي في ما وراء الرواية السيكولوجية، فلا يعني هذا أنني أريد حرمان شخصياتي من الحياة الداخلية، وانما يعني ان ثمّة الغازاً ومسائل أخرى تلاحقها رواياتي في المقام الأول».
وهذا ما يعود ويؤكده كونديرا في قصته «ادوار والإله»، حيث يستنتج ان إدوار بطل الرواية بعد أن أمضى ليلة الحب الأولى مع الفتاة أليس أصيب بوعكة صحية فقد كان ينظر إلى صديقته ويقول لنفسه: 
«ان أفكار أليس ليست في الواقع إلا شيئاً ملصوقاً على مصيره، وأن مصيره ليس إلا شيئاً ملصوقاً على جسده، ولم يعد يرى فيها إلا تجميعاً عرضياً لجسد وأفكار وسيرة، تجميعاً غير عضوي، وتعسفي وقابل للتغيير». ويتساءل كونديرا، أين تبدأ الأنا وأين تنتهي؟ يجيب: «ليس ثمة أي دهشة ازاء لا نهائية النفس غير المسبورة أو بالأحرى ثمة دهشة أمام لا يقينية الأنا من هويتها».
إذا كانت روايات كونديرا ليست سيكولوجية على ما يعترف، فكيف أدرك أشخاص رواياته أناهم السيكولوجية؟ يجيب كونديرا: «إن ادراك الأنا في رواياتي ادراك جوهر اشكاليتها الوجودية، أي ادراك رمزها الوجودي. ففي رواية «خفة الكائن الهشة» يبدو رمز هذه الشخصية أو تلك أنه يتألف من بعض الكلمات الجوهرية. «فبالنسبة إلى تريزا مثلاً: الجسد، النفس، الدوار، الضعف، المثل الأعلى، الجنة. وبالنسبة إلى توماس، الخفّة، الجاذبية». «ولكل واحدة من هذه الكلمات دلالة مختلفة في الرمز الوجودي للآخر»، وتتكشف بالتدريج في الأفعال، وفي المواقف، وفي الاستجواب التأملي (التأمل الاستجوابي هو القاعدة التي بنيت عليها كل رواياتي، يقول كونديرا).
ويوضح كونديرا مفهومه للرواية في شكل آخر في رواية «الحياة هي في مكان آخر» بقوله انها تعتمد على أسئلة عدة! ما الموقف الغنائي؟ ما الشباب بصفته مرحلة غنائية من العمر؟ ما معنى هذا الزواج المثلث! الغنائية، الثورة، الشباب؟ وماذا يعني أن يكون المرء شاعراً؟ «أذكر، على مكتب كونديرا، أنني كتبت هذه الرواية مع فرضية عمل تتمثل في التعريف الذي سجلته في مذكرتي:
الشاعر هو شاب تقوده أمه إلى أن يعرض نفسه عارياً أمام عالم يعجز عن الدخول فيه». وهذا التعريف كما يظهر ليس سوسيولوجياً ولا جمالياً ولا سيكولوجياً. ذلك أن جعل شخصية ماحية يعني المضي حتى النهاية في اشكاليتها الوجودية، وهذا يعني أيضاً المضيّ حتى النهاية في بعض المواقف، بعض الدوافع، بل بعض الكلمات التي لا يؤخذ بها، ولا شيء أكثر من ذلك.
ان سرد أحوال الشخص في الرواية عبر التساؤل عن اشكاليته الوجودية عند كونديرا يصطدم بالفلسفة والتاريخ، من حيث ان الروائي لا يستطيع الابتعاد عنهما، كما لا يستطيع الاستغراق في تفاصيلهما، لذلك نرى كونديرا يوضح أنه إذا كان نصيراً لحضور قوي للتفكير في الرواية، فهذا لا يعني أنه يحبّ الرواية الفلسفية، هذا القصّ لأفكار أخلاقية أو سياسية.
ان التفكير الروائي الأصيل تفكير لا نسقي على الدوام، غير منضبط. انه قريب من تفكير الفيلسوف الألماني نيتشه، انه تجريبي، يقتحم الثغرات في كل أنساق الفكر، ويفحص دروب التفكير كلها خلال محاولته الذهاب إلى غاية كل منها. كما نرى كونديرا يوضح من جهة ثانية ان التاريخ مع حركاته، وحروبه، وثوراته لا يهمّ الروائي لذاته، بصفته موضوعاً للوصف والتأويل، وانما يهمه النور الكشاف الذي يسلطه التاريخ على الوجود الإنساني وعلى امكاناته غير المتوقعة.
حين يستعرض مؤرخو الأدب في المستقبل تاريخ الرواية الأوروبية سيتوقفون من دون شك عند كونديرا الذي أغنى الرواية برؤية للعالم في كل امتداداته النفسية والاجتماعية والسياسية، رؤية جعلت من الرواية تفكر بالجوانب المنسية في الكيان الإنساني وترفعها إلى مستوى الواقع والمحسوس، وحين يفكر الفلاسفة في علاقة الفلسفة بالرواية، سيجدون أنه، كما قرّب نيتشه الفلسفة من الرواية، فإن كونديرا قرّب الرواية من الفلسفة. هذا التقريب لا يريد أن يقول ان كونديرا أقل روائيةً من روائيين آخرين، مثلما نيتشه.

### العالم لا يحتمل «مزحة»
بين الخفّة والتفاهة والضحك والمزاح، تتوزّع عناوين معظم أعمال ميلان كونديرا، لتُشكّل وحدة في الثيمات التي اشتغل عليها صاحب «غراميات مضحكة». فالكاتب التشيكي، الذي درس علم الموسيقى والسينما والآداب، اختار أن يُعبّر عن الموضوعات الأكثر صرامةً بالأساليب الأكثر هزلية، فظلّت المفردات العبثية أشبه بدعامات تقوم عليها إبداعات كونديرا من «خفة الكائن التي لا تُحتمل» و«المزحة»، إلى «الضحك والنسيان» و«الجهل» و«حفلة التفاهة»...
ومع أنه تعمّق في السياسة والفكر والفلسفة، واختبر الحياة الحزبية مع الشيوعيين في براغ عام 1948، ارتأى كونديرا (1929) أن تكون الخفّة سمة كتاباته. لم تُرعبه فكرة التسلية والإمتاع، مثلما فعلت بأبناء جيله من الأدباء الذين عايشوا فترة الغليان الحزبي والإيديولوجي في أوروبا والعالم. وعلى خلاف ما كان سائداً في أدب النصف الثاني من القرن العشرين، لم يرَ كونديرا إلى الرواية وسيلةً يُمرّر من خلالها أفكاراً «عظيمة» يعتقد بها، إنما بحث عن أدب يقدم توليفة مثالية بين المعنى الجادّ والأسلوب المُسلّي، على غرار ما قدّم سرفانتيس في «دون كيشوت» مثلاً أو حتى ديدرو في رائعته «جاك القدري». وبالفعل طغى هذا المزاج التهكميّ على غالبية ما قدّمه كونديرا من كتبٍ وروايات، أشهرها روايته «المزحة»، التي صدرت بترجمة عربية جديدة أنجزها خالد بلقاسم عن المركز الثقافي العربي.

### بناء أوركسترالي
يبني ميلان كونديرا روايته الأولى على أساسين اثنين اعتمدهما في معظم ما كتب، إن لم نقل كل ما كتب، هما الهزل (على مستوى المعنى) وتعددية الأصوات (على مستوى المبنى). تنقسم الرواية إلى سبعة أقسام، وهو عدد الأقسام أو الفصول التي تتكوّن منها كلّ أعمال كونديرا، باستثناء قلّة قليلة منها. وليس عبثاً هذا التنظيم «الأوركسترالي» في البناء الفني لروايات كونديرا الذي يكتب بروح الموسيقيّ الذي في داخله، هو الذي تعلّم عزف البيانو صغيراً متتلمذاً على أبيه لودفيك كونديرا، الموسيقي ورئيس جامعة جانكيك للموسيقى والآداب.
يتبدّل الرواة بتبدّل فصول الرواية. لودفيك، هيلينا، جاروسلاف، كوستكا. ومن خلال صيغة المتكلم، تتناوب أربع شخصيات على سرد الأحداث، أو بالأحرى الحدث المتصل أولاً وأخيراً ببطل الرواية لودفيك. «مزحة» عابرة تصنع فجأة انفجاراً في حياة، بل حيواتٍ عدة. تُبدّل مصائر أربعة أشخاص وتُغيّر مساراتهم.
إنها مصادفات عجيبة تتسبّب فيها رسالة من سطرين كتبهما لودفيك - بدافع الهزل - إلى زميلة يُحبّها هي ماركيتا، الحزبية الجميلة: «التفاؤل أفيون الشعب. العقل السليم يُعفّنه الغباء. عاش تروتسكي. (لودفيك)».
تنطلق الرواية مع عودة لودفيك إلى المكان الأوّل، مدينته التي يعيش بعيداً عنها منذ خمسة عشر عاماً. «هكذا بعد سنوات عديدة، وجدتُ نفسي في مدينتي من جديد». يستخدم لودفيك زمن الحاضر في حديثه عن عودته إلى مدينته وتحضيراته للقاء ما، ليعود من ثمّ، إلى الماضي (الفصل الثالث) واصفاً لحظة القبض عليه بتهمة خيانة الحزب والتهكّم عليه. فيستعيد البطل/ الراوي لحظة مثوله أمام لجنة الانضباط الحزبي. يتوقف عند تفاصيل استجوابه في مقرّ سكرتارية الحزب، الذي اعتبره خائناً، عدواً للاشتراكية، ساخراً من تفاؤلها، متحاملاً على مشاريعها. «أنت ترى أنّ الأفيون هو تفاؤلنا. لقد كتبت ذلك إلى ماركيتا. وتابع الثاني: كم أودّ أن أعرف ماذا سيكون ردّ فعل عمّالنا من الصدمة التي تفوق كلّ تصوّر إن علموا بأنّ تفاؤلهم أفيون. وأضاف الثالث: بالنسبة إلى التروتسكيين، لم يكن التفاؤل البنّاء دوماً إلاّ أفيوناً، وواضح أنك تروتسكيّ. يا إلهي، من أين جئتم بهذا الحكم؟ قلتُ محتجاً... تعلمون أنّ ماركيتا تأخذ كلّ شيء على محمل الجدّ وقد كنا دوماً نسخر منها لإغاظتها... تدخّل الثاني: ولكن حدّثنا قليلاً، ما الذي كانت تأخذه على محمل الجدّ؟ أهو الحزب مثلا، التفاؤل، السلوك، أليس كذلك؟ كلّ هذه الأمور التي تأخذها هي على محمل الجدّ لم تكن تبعث فيك أنت إلاّ الضحك»...(ص 48). أما هو، فلا ينفكّ يدافع عن نفسه بأنه حزبيّ أصيل، لكنه في الوقت نفسه، شخصية مرحة تميل تلقائياً إلى الدعابة والهزل.
تتميّز العمارة الروائية عند كونديرا بالتطابق بين الأسلوب والمدلول. ففي رواية «المزحة»، (صدرت باللغة التشيكية عام 1965)، يُقابل صاحب «فالس الوداع» صرامة تلك الحقبة من تاريخ بلاده ليس بفحوى الرواية فحسب، إنما بشكلها أيضاً. فيختار مفردات يصحّ القول فيها إنها تأسيسية، تعدّد استخدامها في هذه الرواية، وهي حاضرة غالباً في مجمل أعماله، نذكر منها على سبيل المثل: لا مبالاة، ازدراء، خفّة، هزل، دعابة، ضحك، مزحة، مزاح، تهكّم، سخري، تفاهة، بلاهة...

### نقد الجماعة
تتحرّك الرواية في مناخ واقعي عايشه التشيكيون، ومنهم الكاتب نفسه، إبّان حكم النظام الشمولي في تشيكيا ودول أوروبا الشرقية. تتولّد أحداثها من «مزحة» كتبها الحزبيّ الشيوعي لودفيك على ورقة ليُلاعب صديقة تُبالغ في جديتها وتُغالي في «تحزّبها». لكنّ النظام التوليتاري في تشكسلوفاكيا حينذاك- كما كلّ الأنظمة الديكتاتورية في العالم- لم يكن يتحمّل فكرة «الضحك». التفاؤل بالاشتراكية و»أحلامها» الاصلاحية ضروري، لكنّ الفرح لا ينبغي أن يتجاوز جديّة الحزبيين الصارمة. وهذا ما كان يسعى كونديرا دوماً إلى انتقاده في العقل الشيوعي/ الاشتراكي، إذ كيف يُمكن عالماً بهذه الغرائبية ألاّ يحتمل الدعابة؟ وكيف يمكن الإنسان فيه ألاّ يتعامل معه بخفّة؟ «لم يكن الفرح في تلك المرحلة يحتمل الدعابة والسخرية، لقد كان فرحاً وقوراً، كان يُسمَّي بفخر «تفاؤل الطبقة المنتصرة التاريخيّ»، كان فرحاً متقشفاً، رسمياً، بكلمة واحدة «الفرح» (ص 40). وما كان من لودفيك إلاّ أن يدفع ثمن هذه «المزحة» غالياً، بحيث خسر الدراسة والمشاركة التنظيمية والعمل والصداقات. بعبارة واحدة تفتقد إلى الجديّة ضاع كل ما له معنى في الحياة، الحبّ والتوق إلى الحبّ. ولم يتبقّ له سوى الزمن. «الزمن يمّحي بلطف خلف أفعالي» (ص 69)، يقول لودفيك.
ولا تخلو الرواية من نقد جليّ لذهنية «الحزب» التي تُقدّم الجماعة على الفرد، وتلغي «فرديّة «الحزبيّ» وشخصيته وحريته. فالعضو في الحزب يغدو ملك جماعته، ولحزبه الحقّ في معرفة من هو وكيف يُفكّر وبماذا يجب أن يفكّر. «بدا محو الشخصية الذي كنّا نخضع له معتماً تماما قي الأيام الأولى، فالأعمال غير الشخصية والمفروضة التي كنا نؤديها حلّت محلّ سلوكاتنا الإنسانية» ( 65). وينسحب نقد الراوي لودفيك للحزب الاشتراكي الذي حكم تشيكيا سنوات قبيل ما سُمي «ربيع براغ» على واقع كونديرا نفسه الذي طُرد مرّتين من الحزب الشوعي بتهمة إبراز «فردانيته» . ويُقدّم كونديرا، على لسان شخصياته، صورة اجتماعية لتلك المرحلة، فيصفها ب«فترة انعدام الأناقة بصورة جذرية» تارة، وب«عصر التفاؤل والمستقبل السعيد» طوراً.
تسمح تقنية البوليفونية أو السرد المتعدد الأصوات بعرض الحدث/ الفكرة ذاته (ها) عبر وجهات نظر مختلفة. فمن لودفيك، الشيوعي المرح الذي لم يكن هزله يتناسب مع روح العصر، ينتقل السرد إلى هيلينا، زوجة بافيل (صديق لودفيك) لنكتشف أنّها هي العشيقة التي أراد لودفيك أن يلتقيها بعد عودته إلى مدينته، انتقاماً من صديقه الذي يتخلّى عنه بعد كارثة «الرسالة الهزلية» (المزحة). وهي تُمثّل الحضور النسائي في الحزب الاشتراكي آنذاك وتأثير الالتزام الحزبي في العلاقات العاطفية والزوجية. تقع هيلينا في حبّ لودفيك، فتخون زوجها معه بعد قصة حبّ عاصفة جمعت بينهما أيّام الثورة والتظاهرات والحركات الطالبية في بلادها. تخون الزوج من غير أن تفقد حنينها إليه، هو الذي يُمثّل لها زمناً جميلاً لا يزال حاضراً في وجدانها. لكنها رأت في لودفيك النسخة التي تحبّ أن تكونها، هي التي لا تخجل من أن تكون كما هي، لا كما يُريد الآخرون أن تكون. أمّا جاروسلاف الموسيقيّ فيجسّد شخصية الفنان في تلك المرحلة، ويستخدم كونديرا معارفه الموسيقية والفنية في بناء هذه الشخصية المميزة. أمّا كوستكا، فهو الحزبيّ المتدين الذي لم يفهم الحزبيّون كيف يُمكن شيوعيا ألاّ يكون ملحداً. وهو يُقارب بين تقبّل الاشتراكيين لمسيحيته قبل شباط (فبراير) 1948 ورفضهم لها بعد هذا التاريخ، وسماع أصوات تندد بـ «اشتراكية» شاب ذي قناعات دينية واضحة، باعتبار أنّ المبادئ الحزبية الشيوعية تقـــوم عــلى الشكّ والعقلانية لتدخل الاشتراكية في فترة إيمان جماعي بالــــطــروحــات المــــاركســــية والوجــودية، وتــصـــير مــن ثـمّ أفكاراً غيــر قـــابـــلة للمـــساس، وبالتالي «مقــدســة» وفـــق المصطلح الديني.
بأسلوب تهكمي ساخر يكشف كونديرا في روايته عن مجتمعه التشيكي زمن حكمته إيديولوجيات هي من تبعات الحكم الستاليني الصارم. «المزحة» رواية تتهكّم من جدية الأنظمة والأحزاب والأفكار في ظلّ عالم عبثي لا يعدو كونه مزحة عابرة.

## الوفاة
رحل ميلان كونديرا في 11 يوليو 2023 عن عمر ناهز الرابعة والتسعين.
1. ↑  Brockhaus Enzyklopädie | Milan Kundera (بالألمانية), OL:19088695W, QID:Q237227
2. ↑  أرشيف الفنون الجميلة | Milan Kundera، QID:Q10855166
3. ↑  Encyklopedie dějin města Brna | Milan Kundera (بالتشيكية), QID:Q16765207
4. ↑  Babelio | Milan Kundera (بالفرنسية), QID:Q2877812
5. 1 2 3 4 5 6 7 8 9  Vědecká knihovna v Olomouci, REGO (بالتشيكية), QID:Q125023568
6. ↑  Marie-Pierre Lannelongue, ed. (12 juillet 2023), Milan Kundera, romancier de l’existence, est mort (بالفرنسية), Paris: Société éditrice du Monde, ISSN:0395-2037, OCLC:1758539, QID:Q12461 {{استشهاد}}: تحقق من التاريخ في: |publication-date= (help)
7. ↑  Ve věku 94 let zemřel Milan Kundera. Ve světě patřil mezi nejznámější české spisovatele (بالتشيكية), Český rozhlas, 12. července 2023, QID:Q76591659 {{استشهاد}}: تحقق من التاريخ في: |publication-date= (help)
8. 1 2 3  Encyklopedie dějin města Brna (بالتشيكية), QID:Q16765207
9. 1 2  Marie-Pierre Lannelongue, ed. (3 décembre 2019), La République tchèque a rendu à Milan Kundera sa nationalité, quarante ans après (بالفرنسية), Paris: Société éditrice du Monde, ISSN:0395-2037, OCLC:1758539, QID:Q12461 {{استشهاد}}: تحقق من التاريخ في: |publication-date= (help)
10. ↑  Milan Kundera má po 40 letech opět české občanství (بالتشيكية), Borgis, Seznam.cz, 3. prosince 2019, QID:Q7064916 {{استشهاد}}: تحقق من التاريخ في: |publication-date= (help)
11. ↑  "Milan Kundera, une vie d'écrivain" (بالفرنسية). mars 2019. {{استشهاد ويب}}: تحقق من التاريخ في: |publication-date= (help)
12. 1 2 3  Milan KUNDERA (بالتشيكية), Ústav pro českou literaturu AV ČR, QID:Q99766710
13. 1 2 3  Who's who (بالإنجليزية البريطانية والإنجليزية), فرانسيس دوق تيك, ISSN:0083-937X, QID:Q2567271
14. ↑   https://www.ceskatelevize.cz/lide/ludvik-kundera/. {{استشهاد ويب}}: |url= بحاجة لعنوان (مساعدة) والوسيط |title= غير موجود أو فارغ (من ويكي بيانات) (مساعدة)
15. 1 2 3 4 5 6 7 8 9 10 11 12 13  "Milan Kundera – iLiteratura.cz" (بالإنجليزية). 12 Nov 2006. Retrieved 2023-07-12.
16. ↑  "Pahor pisatelju Milanu Kunderi podelil zlati red za zasluge" (بالسلوفينية). 13. november 2021. Retrieved 18 نوفمبر 2021. {{استشهاد ويب}}: تحقق من التاريخ في: |publication-date= (help)
17. ↑  "Milan Kundera 'joyfully' accepts Czech Republic's Franz Kafka prize" (بالإنجليزية). TheGuardian.com. Retrieved 2020-10-06.
18. ↑  "Milan Kundera" (بالفرنسية). Institut de France. Retrieved 2020-07-09.
19. ↑  Académie française (بالفرنسية), QID:Q107214508
20. ↑  ""كائن لا تحتمل خفته".. رحيل ميلان كونديرا". سكاي نيوز عربية. مؤرشف من الأصل في 2023-07-12. اطلع عليه بتاريخ 2023-07-12.
21. ↑  ""الجهل" رواية الدياسبورا التي تجعل العودة كابوسا". اندبندنت عربية. 21 يوليو 2023. مؤرشف من الأصل في 2023-07-21. اطلع عليه بتاريخ 2024-03-09.
22. ↑  "KUNDREA ACCEPTS JERUSALEM PRIZE". New York Times. 10 مايو 1985. مؤرشف من الأصل في 2017-11-21. اطلع عليه بتاريخ 2021-03-16.
23. ↑  "Österreichischer Staatspreis für Europäische Literatur". وزارة الثقافة النمساوية. مؤرشف من الأصل في 2021-01-19. اطلع عليه بتاريخ 2021-03-16.
24. ↑  "قائمة الحائزين على جائزة هيردر". موقع المكتبات النمساوية. مؤرشف من الأصل في 2016-03-07. اطلع عليه بتاريخ 2021-03-16.{{استشهاد ويب}}:  صيانة الاستشهاد: BOT: original URL status unknown (link)
25. ↑  "Czechs "to honour Kundera", the writer they love to hate". EUX.TV. 17 أكتوبر 2007. مؤرشف من الأصل في 2007-12-27. اطلع عليه بتاريخ 2021-03-16.{{استشهاد ويب}}:  صيانة الاستشهاد: BOT: original URL status unknown (link)
26. ↑  "Kundera awarded honorary citizenship in hometown". Radio Prag International. 12 أغسطس 2009. مؤرشف من الأصل في 2021-03-16. اطلع عليه بتاريخ 2021-03-16.
27. ↑  "Milan Kundera and Ognjen Spahic awarded at "Days and Nights of Literature" Festival". Nine o'Clock. 14 يونيو 2011. مؤرشف من الأصل في 2020-12-04. اطلع عليه بتاريخ 2021-03-16.
28. ↑  "Cenu Franze Kafky letos dostane Milan Kundera". Ceske Noviny. 20 سبتمبر 2020. مؤرشف من الأصل في 2020-11-26. اطلع عليه بتاريخ 2021-03-16.
29. ↑  الشرق (12 يوليو 2023). "رحيل ميلان كونديرا الذي جمع الجدية القصوى مع درجات الخفّة | الشرق للأخبار". Asharq News. مؤرشف من الأصل في 2023-12-22. اطلع عليه بتاريخ 2024-01-19.

## روابط خارجية
- ميلان كونديرا على موقع أرشيف الشارخ.
- ميلان كونديرا على موقع IMDb (الإنجليزية)
- ميلان كونديرا على موقع الموسوعة البريطانية (الإنجليزية)
- ميلان كونديرا على موقع مونزينجر (الألمانية)
- ميلان كونديرا على موقع ألو سيني (الفرنسية)
- ميلان كونديرا على موقع ميوزك برينز (الإنجليزية)
- ميلان كونديرا على موقع أول موفي (الإنجليزية)
- ميلان كونديرا على موقع قاعدة بيانات الأفلام السويدية (السويدية)
- ميلان كونديرا على موقع إن إن دي بي (الإنجليزية)
- ميلان كونديرا على موقع ديسكوغز (الإنجليزية)
- ميلان كونديرا على موقع قاعدة بيانات الفيلم (الإنجليزية)